# Günther Prien
Günther Prien (16. ledna 1908 Osterfeld – 7. března 1941 v severním Atlantiku, na jih od Islandu) byl námořní důstojník Kriegsmarine. Byl velitelem ponorky U-47 v druhé světové válce, která pod jeho velením potopila přes 30 spojeneckých lodí o tonáži přes 200 000 BRT. Také potopil britskou bitvení loď HMS Royal Oak přímo v přístavu Scapa Flow.

## Kariéra během 2. světové války
- 16. ledna 1933 vstupuje do říšského námořnictva.
- 16. ledna 1933 – 31. března 1933 pěchotní výcvik, Stralsund.
- 1. dubna 1933 – 30. září 1934 absolvování kurzů (hlavní zbraně a výcvik u námořní školy Flensburg-Mürwik a Kiel.
- 1. října 1934 – 30. září 1935 strážní a divizní poručík na lehkém křižníku Königsberg.
- 1. října 1935 – 30. dubna 1936 ponorkové školení na ponorkové škole Kiel nebo studium na U3
- 1. května 1936 – 10. května 1936 zástupcem velitele ponorky.
- 11. května 1936 – 30. září 1938 první strážní důstojník na U 26 (typ II), v ponorkové flotile Saltzwedel Wilhelmshaven, popřípadě v bojovém nasazení ve Španělsku 6. května 1937 – 15. června a 15. července 1937 – 30. srpna 1937.
- 1. října 1938 – 16. prosince 1938 přeškolen na ponorku U 47 v Germania loděnicích Kiel.
- 17. prosince 1938 – 7. března 1941 velitelem U 47 (typ VII B) v ponorkové flotile Wegener nebo popř. sedmé ponorkové flotily Kiel / Saint-Nazaire. Během deseti plaveb potopil 31 lodí. Asi 1084 lidí přišlo o život.
- Od 7. března 1941 ztracen v severním Atlantiku.

Mapa s vyznačením cesty U-47 infiltrující obranu Scapa Flow, a zničení britské bitevní lodi HMS Royal Oak, 14. října 1939

Německé válečné propagandě se postaral o první senzaci: kapitánporučík Prien pronikl 14. října 1939 s ponorkou U 47 do složitě jištěného kotviště britské floty ve Scapa Flow a potopil bitevní loď HMS Royal Oak. Jeho husarský kousek byl roku 1940 zpracován do knižní podoby (Mein Weg nach Scapa Flow, Moje cesta do Scapa Flow, 1940) a kniha se v Německu dočkala obrovských nákladů. Po válce si našla cestu také do Anglie (I sank the Royal Oak, Potopil jsem Royal Oak) a i tam zaznamenala velký úspěch.
V roce 1958 byl německo-rakouským režisérem Haraldem Reinlem v tehdejším západním Německu natočen válečný film U47 – Kapitänleutnant Prien. V americkém televizním seriálu The Silent Service (Tichá služba) z roku 1957 Priena ztvárnil Werner Klemperer v epizodě "U-47 ve Scapa Flow".
Prien potopil v letech 1940–1941 další lodě o celkovém výtlaku 160 935 BRT, až se nakonec při bitvě s eskortou konvoje OB-293 jižně od Islandu stal, spolu se všemi členy posádky, obětí hlubinných pum britského torpédoborce HMS Wolverine.
Objevují se však i zprávy, že poškozená ponorka unikla pronásledování torpédoborce a krátce na to podlehla výbuchu vlastního torpéda s poškozeným mechanizmem. 7. března 1941 vysílačka ponorky náhle utichla. O ztrátě lodi i celé posádky zveřejnilo velení ponorkového loďstva informaci až asi o měsíc později.
V letech 1940–1945 nesla jméno Günthera Priena (Priennova) dnešní Jugoslávská ulice v Praze na Vinohradech.
Od 1. 12. 1941 do 27. 7. 1945 po něm bylo pojmenováno (Günther Prien – Platz) nynější Petrské náměstí v Prostějově.